# The Monkees
The Monkees va ser una banda de música pop, originària de la ciutat de Los Angeles, Estats Units.
El grup va ser creat originalment per a una sèrie còmica de televisió del mateix nom per a la cadena NBC. Van ser seleccionats entre més de cinc-cents joves (entre els rebutjats estaven músics que després van ser famosos com Stephen Stills i Danny Hutton, ja que els productors estaven més interessats a crear un concepte comercial que tindre músics amb talent) que van anar a les audicions per a un espectacle de televisió i discs produïts per Don Kirshner.
L'espectacle comptava amb un sentit de l'humor irreverent, molt similar o més bé copiat de A Hard Day's Night, la primera pel·lícula protagonitzada per The Beatles.

## Membres
- Davy Jones (veu i percussió)
- Michael Nesmith (veu i guitarra)
- Peter Tork (teclat, baix i veu)
- Micky Dolenz (veu i bateria)